# 3316 Herzberg
3316 Herzberg је астероид главног астероидног појаса са средњом удаљеношћу од Сунца која износи 3,109 астрономских јединица (АЈ).
Апсолутна магнитуда астероида је 11,7.